# Vandalia, Illinois
Vandalia är en stad (city) i Fayette County, i delstaten Illinois, USA. Enligt United States Census Bureau har staden en folkmängd på 7 040 invånare (2011) och en landarea på 21 km². Vandalia är huvudort i Fayette County.